# جعدة

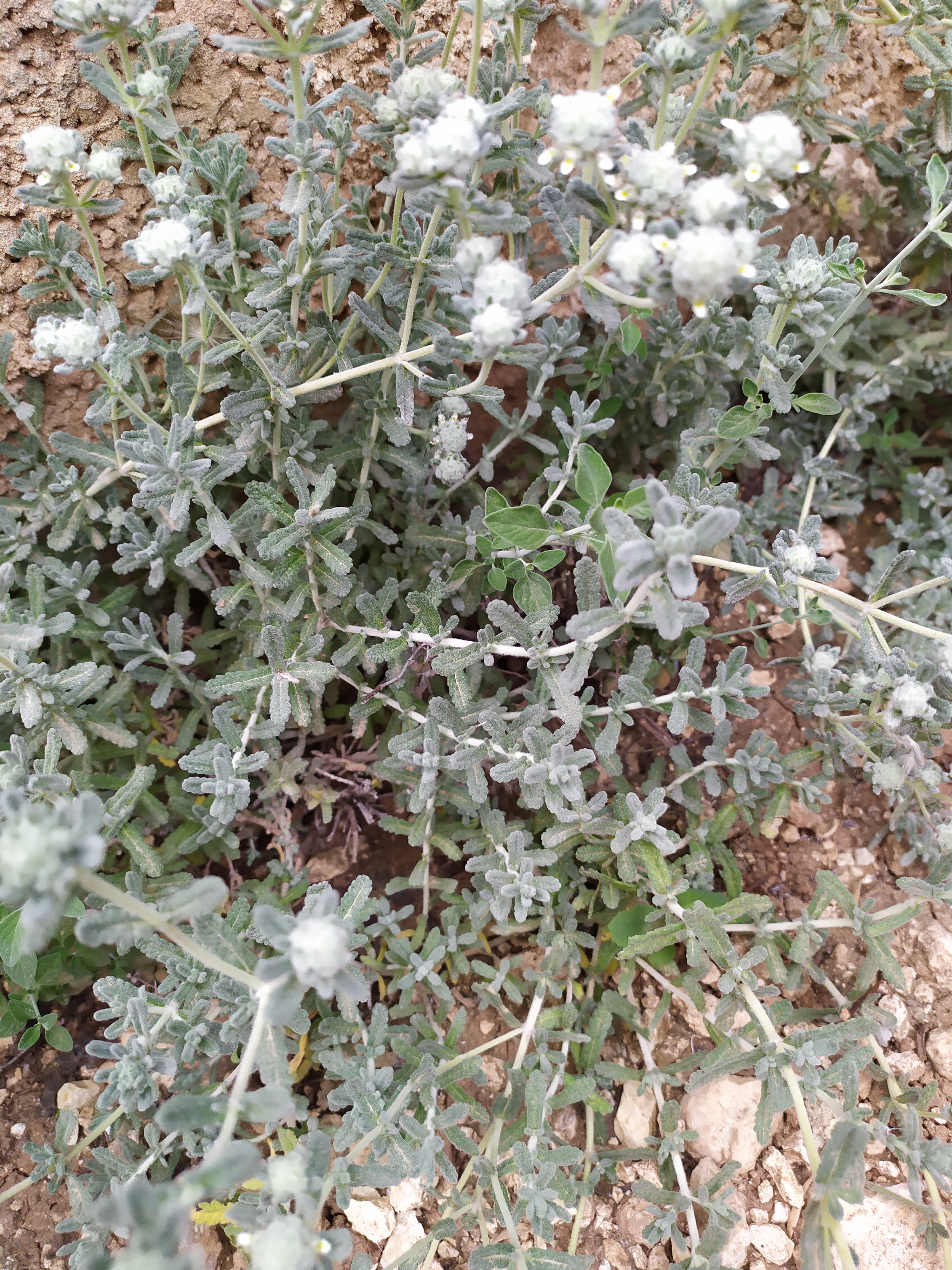
نبات الجعدة ،فلسطين

الجَعْدَةُ أو الطوقَريون (باللاتينية: Teucrium) جنس نباتي يتبع الفصيلة الشفوية من رتبة الشفويات. يضم عشرات الأنواع المقبولة.

## تركيب الزيت العطري
يحوي الزيت العطري لنبات الجعدة على مركبات كادينين في تركيبته.

## من أنواعهاالواطنةفيالوطن العربي
1. جعدة الأطلس الصحراوي (باللاتينية: Teucrium antiatlanticum) في المغرب العربي
2. عيهلان (باللاتينية: Teucrium oliverianum) في بلاد الشام
3. جعدة باسقة (باللاتينية: Teucrium procerum) في بلاد الشام
4. جعدة بايديرية (باللاتينية: Teucrium paederotoides) في بلاد الشام وتركيا
5. الجعدة الخوخية (باللاتينية: Teucrium pruinosum) في بلاد الشام وتركيا
6. الجعدة الرأسية (باللاتينية: Teucrium capitatum) في بلاد الشام ومصر والمغرب العربي وحوض المتوسط والقوقاز
7. الجعدة الشوكية (باللاتينية: Teucrium spinosum) في بلاد الشام والمغرب العربي وبعض مناطق حوض البحر الأبيض المتوسط
8. الجعدة الشوكرانية (باللاتينية: Teucrium coniortodes) في بلاد الشام
9. الجعدة صغيرة الأزهار (باللاتينية: Teucrium parviflorum) في بلاد الشام وتركيا وجنوب القوقاز
10. الجعدة الصلبة (باللاتينية: Teucrium rigidum) في بلاد الشام وتركيا
11. الجعدة عديمة الطلع (باللاتينية: Teucrium apollinis) في المغرب العربي
12. الجعدة العقربية (باللاتينية: Teucrium scordium) في بلاد الشام والمغرب العربي وتركيا ومعظم مناطق أوروبا والقوقاز
13. الجعدة الفطحاء (باللاتينية: Teucrium chamaedrys) في بلاد الشام والمغرب العربي ومعظم مناطق أوروبا والقوقاز
14. الجعدة القلمونية (باللاتينية: Teucrium antilibanoticum) في بلاد الشام
15. الجعدة الكريتية (باللاتينية: Teucrium creticum) في بلاد الشام وقبرص وتركيا واليونان
16. الجعدة لاميومية الأوراق (باللاتينية: Teucrium lamiifolium) في بلاد الشام وتركيا وبلغاريا
17. جعدة لاميومية الأوراق نويع بطنجي الأوراق (باللاتينية: Teucrium lamiifolium subsp. stachyophyllum)
18. الجعدة المتباينة (باللاتينية: Teucrium divaricatum) في بلاد الشام
19. جعدة متباينة نويع المتباينة (باللاتينية: Teucrium divaricatum subsp. divaricatum) في بلاد الشام
20. جعدة متباينة نويع اليونانية (باللاتينية: Teucrium divaricatum subsp. graecum) في بلاد الشام
21. جعدة متباينة الشعر (باللاتينية: Teucrium heterotrichum) في بلاد الشام
22. جعدة متعددة السوق (باللاتينية: Teucrium multicaule) في بلاد الشام
23. جعدة متعددة السوق نويع متعددة السوق (باللاتينية: Teucrium multicaule subsp. multicaule) في بلاد الشام
24. جعدة متعددة السوق نويع منبسطة الأوراق (باللاتينية: Teucrium multicaule subsp. planifolium) في بلاد الشام
25. جعدة مسقطية (باللاتينية: Teucrium mascatense)
26. جعدة مشرقية (باللاتينية: Teucrium orientale) في بلاد الشام وتركيا والقوقاز
27. جعدة مشرقية السوق نويع المشرقية (باللاتينية: Teucrium orientale L. subsp. orientale) في بلاد الشام
28. جعدة مونتبرت (باللاتينية: Teucrium montbretii) في بلاد الشام وتركيا وكريت
29. جعدة مونتبرت نويع اللبنانية (باللاتينية: Teucrium montbretii subsp. libanoticum)
30. جعدة مونتبرت نويع مونتبرت (باللاتينية: Teucrium montbretii subsp. montbretii)
31. جعدة هرجانية (باللاتينية: Teucrium haradjanii) في بلاد الشام وتركيا
32. الجعدة اليبرودية (باللاتينية: Teucrium socinianum) في بلاد الشام